# Larderello

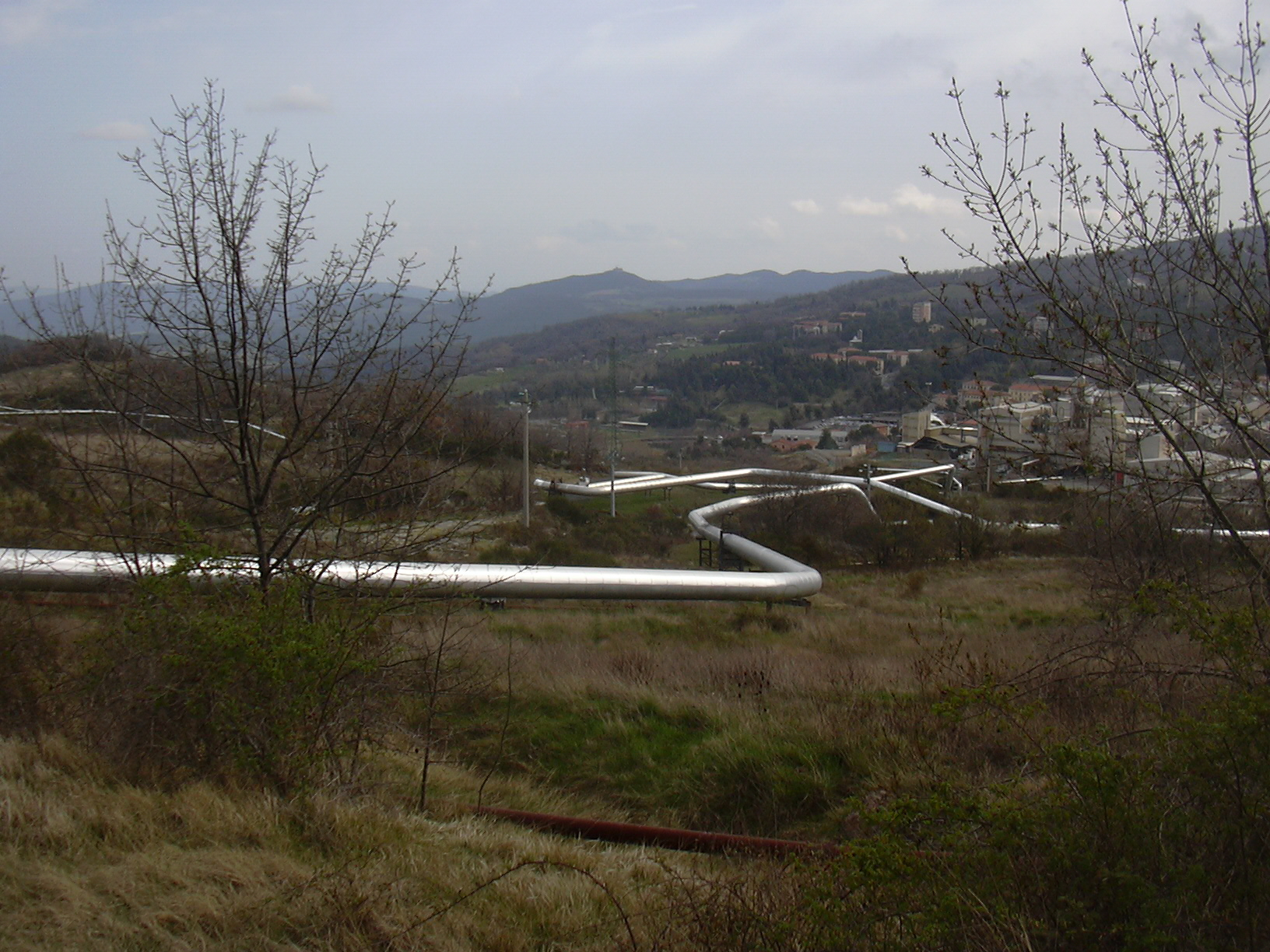
Tubería para generación de energía geotérmica en Valle del Diavolo (Valle del Diablo), Larderello.

Larderello es una frazione de la comune de Pomarance, en Toscana en el centro de Italia, conocida por su producción de energía geotérmica.

## Geografía
La región de Larderello ha experimentado erupciones freáticas ocasionales, causadas por explosivos estallidos de vapor atrapado debajo de la superficie. El agua está contenida en rocas metamórficas donde se convierte en vapor que luego queda atrapado debajo de una cúpula  impermeable de lutitas y arcilla. El vapor escapa a través de grietas o diaclasas en la cúpula y se abre paso en las aguas termales. Posee una docena de cráteres de explosión de 30 a 250 m de diámetro. El más grande es el cráter del Lago Vecchienna que entró en erupción por última vez alrededor de 1282, y que ahora está ocupado por el Lago Boracífero.
Larderello produce el 10 % de todo el suministro mundial de electricidad geotérmica, que asciende a 4800 GWh por año y abastece a cerca de un millón de hogares italianos. Su geología lo hace especialmente propicio para la producción de energía geotérmica, con rocas de granito calientes que se encuentran inusualmente cerca de la superficie, produciendo vapor tan caliente como 202 °C. Contrariamente a la creencia popular, Larderello no es un volcán ya que no se habían producido erupciones de magma allí en ningún momento de la historia.